# Silmido
Silmido är en sydkoreansk film från 2003 i regi av Woo-Suk Kang. Silmido är en av de mest påkostade koreanska filmerna som någonsin gjorts.
Filmen är baserad på en verklig händelse. Nordkoreanska trupper försöker att ta sig över gränsen för att mörda den sydkoreanske presidenten. Detta misslyckas men regeringen bestämmer sig för att bilda ett elitförband med uppdrag att mörda Nordkoreas president. De som rekryteras är dödsdömda fångar som får välja mellan döden eller att ingå i detta superhemliga elitförband. De frivilliga förs till den öde ön Silmido där utbildningen påbörjas.
1. ↑  läs online, Internet Movie Database , läst: 8 april 2016.[källa från Wikidata]